# Claude de Thiard de Bissy
Claude de Thiard de Bissy (Parigi, 13 ottobre 1721 – Pierre-de-Bresse, 25 settembre 1810) è stato un generale francese, governatore di Linguadoca e di Auxonne.
Fu eletto al seggio 12 dell'Académie française nel 1750, restandone quindi membro per 60 anni.